# Port-Jérôme-sur-Seine
Port-Jérôme-sur-Seine – gmina we Francji, w regionie Normandia, w departamencie Sekwana Nadmorska. W 2013 roku liczba ludności wynosiła 9531 mieszkańców. 
Gmina została utworzona 1 stycznia 2016 roku z połączenia czterech ówczesnych gmin: Auberville-la-Campagne, Notre-Dame-de-Gravenchon, Touffreville-la-Cable oraz Triquerville. Siedzibą gminy została miejscowość Notre-Dame-de-Gravenchon.